# 17077 Pampaloni
17077 Pampaloni (1999 HY2) là một tiểu hành tinh vành đai chính được phát hiện ngày 25 tháng 4 năm 1999 bởi A. Boattini và M. Tombelli ở San Marcello Pistoiese.